# Phreatoicopsis raffae
Phreatoicopsis raffae är en kräftdjursart som beskrevs av Wilson och Keable 2002. Phreatoicopsis raffae ingår i släktet Phreatoicopsis och familjen Phreatoicopsidae. Inga underarter finns listade i Catalogue of Life.